# Abu Mahdi al-Muhandis
Jamal Ja'far Muhammad Ali Al Ibrahim (arabiska: جمال جعفر محمد علي آل إبراهيم), även känd som Abu Mahdi al-Muhandis, född 1954, död 3 januari 2020, i Bagdad i irak, var en irakisk politiker och befälhavare. Vid tiden för sin död var han vice chef för de Populära mobiliseringsstyrkorna (al-Hashd al-Sha'bi)). Organisationerna han hade under uppsikt har rapporterats ha nära förbindelser till Quds-styrkan, en del av Islamska republiken Irans väpnade styrkor.

## Dödad i drönarattack
Den iranske generalen Qasem Soleimani och Abu Mahdi al-Muhandis dödades i en amerikansk raketattack vid Bagdads internationella flygplats. Den amerikanske presidenten Donald Trump gjorde ett uttalande där han sade att han beordrade anfallet. Iran kallade i ett brev till FN attacken för statsterrorism och en otillåten kriminell handling. Ayatolla Khamenei lovade i ett uttalande en svår hämnd mot dem som låg bakom attacken.